# Incidents de parcours
Pour plus de détails, voir Fiche technique et Distribution.
Incidents de parcours (Monkey Shines) est un film américain réalisé par George A. Romero, sorti en 1988.

## Synopsis
Allan Mann est un jeune étudiant en droit doué qui voit son brillant avenir brisé par un accident qui le laisse tétraplégique. Il sombre alors dans la dépression jusqu'au jour où un ami lui offre un singe capucin prénommé Ella. Avec ce singe, Allan reprend goût à la vie, mais l'animal développe bientôt un comportement agressif envers tous ceux qui s'approchent de lui.

## Fiche technique
- Titre français : Incidents de parcours
- Titre original : Monkey Shines
- Réalisation : George A. Romero
- Scénario : George A. Romero tiré du roman éponyme de Michael Stewart (en)
- Musique : David Shire
- Photographie : James A. Contner
- Montage : Pasquale Buba
- Production : Charles Evans (en)
- Société de production et de distribution : Orion Pictures
- Pays :  États-Unis
- Langue : Anglais
- Format : Couleur - Dolby SR - 35 mm - 1.85:1
- Genre : Fantastique, Drame
- Durée : 113 min

## Distribution
- Jason Beghe (VF : Claude Giraud) : Allan Mann
- John Pankow (VF : Yves-Marie Maurin) : Geoffrey Fisher
- Kate McNeil : Melanie Parker
- Joyce Van Patten : Dorothy Mann
- Christine Forrest (VF : Marie-Martine) : Maryanne Hodges
- Stephen Root : Dean Burbage
- Stanley Tucci (VF : Jean Barney) : Dr John Wiseman
- Janine Turner : Linda Aikman
- William Newman (en) : Dr Williams
- Tudi Wiggins : Esther Fry
- Tom Quinn : Charlie Cunningham
- La guenon Boo : Ella

 Source et légende : version française (VF) sur RS Doublage

## Dans la culture populaire
L'épisode 22 de la saison 3 de Malcolm est directement inspiré du film.